# Brachyhesma microxantha
Brachyhesma microxantha är en biart som först beskrevs av Cockerell 1914.  Brachyhesma microxantha ingår i släktet Brachyhesma och familjen korttungebin. Inga underarter finns listade.